# Avenue des Clos
Pour les articles homonymes, voir Clos.
L'avenue des Clos (en néerlandais : Gaardenlaan) est une avenue bruxelloise de la commune de Schaerbeek qui va du boulevard Léopold III à l'avenue des Jardins.
Il n'y a des habitations que du côté gauche, numérotées de manière continue de 1 à 5.
L'avenue des Clos, tracée en 1958, fait suite à une série de quatre clos dans le quartier des Jardins :
- clos des Artistes
- clos des Fleurs
- clos des Poètes
- clos des Mouettes